# Diatraea guatemalella
Diatraea guatemalella là một loài bướm đêm trong họ Crambidae.